# Boulevard La Fayette
Le boulevard La Fayette est un boulevard surtout résidentiel de Longueuil sur la Rive-Sud de Montréal.

## Situation et accès
Le boulevard La Fayette est séparé en deux parties. La première fait à peine 270 mètres et est située entre le boulevard Nobert et la rue Beauregard. La deuxième par contre, fait 3,1 kilomètres et débute devant l'École secondaire Gérard-Filion à l'intersection du boulevard Curé-Poirier et continue vers le nord jusqu'à la rue Saint-Charles pour ensuite prendre une tangente est-ouest au nord de cette dernière pour devenir un sens unique ainsi que la voie de service de l'autoroute 20 Est / route 132 Est jusqu'à sa fin un demi kilomètre plus loin, soit à la hauteur de la rue de Sérigny et d'une bretelle d'accès à la voie rapide et au pont Jacques-Cartier.

## Origine du nom
Le boulevard La Fayette a été nommé en l'honneur de Marie Joseph, marquis de La Fayette (1757-1834), général et politicien français et américain.

## Historique
La voie a pris son nom actuel en 1891.